# South Rolette, Bắc Dakota
South Rolette là một lãnh thổ chưa tổ chức thuộc quận Rolette, tiểu bang Bắc Dakota, Hoa Kỳ. Năm 2010, dân số của nơi này là 375 người.